# David Percy Ambrose
David Percy Ambrose MBE (* 27. März 1939 in Woodford, Essex) ist ein britischer Mathematiker, Autor und Bibliograf, der sich vor allem mit Lesotho beschäftigt. 

## Leben
Ambrose wuchs in Woodford, Essex, auf. Er besuchte die Chigwell School und erwarb 1962 am Hertford College in Oxford einen Bachelor in Mathematik. Er erhielt ein Fulbright-Stipendium und schloss sein Mathematikstudium an der University of Colorado mit einem Master ab.
1965 zog er nach Roma im damaligen Basutoland, um eine Dozentenstelle als Mathematiker an der University of Basutoland, Bechuanaland and Swaziland anzunehmen, die später als National University of Lesotho (NUL) firmierte. Er war unter anderem als Senior Lecturer Leiter des Mathematik-Departments.
Ab 1968 stellte er zwölf Jahre lang mit der Bibliothekarin Shelagh Willet eine Bibliografie aller Werke mit Bezug zu Basutoland und Lesotho zusammen. Seither erweiterte Ambrose die Bibliografie kontinuierlich. Bis heute umfasst sie rund 12.600 Werke. 1974 erschien die erste Auflage seines Reiseführers The Guide to Lesotho. 1982 verließ er das Mathematik-Department und gründete die Documentation and Publication Division des zur NUL gehörenden Institute of Southern African Studies (ISAS). Bis 1985 war er Leiter und Senior Research Fellow der Abteilung. 1985 wurde er zum Associate Professor für Mathematik ernannt und engagierte sich fortan vor allem in der Ausbildung von Mathematiklehrern an Sekundarschulen. So wirkte er an der Erstellung von Mathematik-Lehrplänen mit. 1990 bis etwa 2010 arbeitete er als Associate Professor in zahlreichen Forschungsprojekten. Außerdem erschien sein Buch Maseru: an illustrated history.
Ambrose wurde aufgrund seines umfangreichen Wissens häufig als Berater und Gutachter beschäftigt. So wurde er bei der Planung des Lesotho Highland Water Project zu archäologischen Stätten und möglichen sozialen und Umweltbelastungen befragt. Er wirkte als Experte für Ortsnamen bei der Erstellung mehrerer Landkarten mit und verfasste einen Katalog der Bruchstücke des 2002 niedergegangenen Meteoriten Thuathe. Er übersetzte das Buch Excursion missionnaire dans les Montagnes bleues; suivie d’une Notice sur les Zoulas des Missionars Thomas Arbousset, eines der frühesten Zeugnisse der Geschichte Lesothos, aus dem Französischen und publizierte die übersetzte Fassung 1991. Außerdem setzte sich Ambrose erfolgreich dafür ein, dass sich die Briefmarkenmotive Lesothos auf heimische Themen beschränken. Er selbst schuf einige Entwürfe.
1994 bis 2006 gab Ambrose vierteljährlich eine Zusammenfassung der wichtigsten Ereignisse in Lesotho heraus, die Quarterly summary of events in Lesotho, die vom Truth and Reconciliation Committee in Maseru veröffentlicht wurden.
Ambrose ist mit der Biologin Sumitra Talukdar verheiratet, die gelegentlich als seine Ko-Autorin auftrat. Sie haben einen Sohn. Das Ehepaar lebt seit der Emeritierung Ambrose’ im südafrikanischen Ladybrand, nahe der Grenze zu Lesotho. Dort gründete Ambrose 2008 den Mohokare Trust, der unter anderem eine Bibliothek mit Büchern über Lesotho bereithält. Ambrose spricht fließend Sesotho.

## Auszeichnungen
- 1994 wurde Ambrose als Member of the Order of the British Empire ausgezeichnet.
- 2001 erhielt er von der Association of Southern African Indexers and Bibliographers einen Preis für die „Herausragendste Bibliografie im Südlichen Afrika“.
- 2006 wurde er am Geburtstag von König Letsie III. von ihm zum Knight Commander of the Most Meritorious Order of Mohlomi geschlagen.[3]

## Schriften
- The Guide to Lesotho. Winchester Press, Johannesburg/Maseru 1974, ISBN 0-620-02190-X.
- Lesotho: a comprehensive bibliography. The Clio Press, Oxford 1981 (mit Shelagh M. Willet)[6]
- Maseru: an illustrated history. Morija Museum & Archives, Morija 1993, ISBN 999117935-6.
- Guide to the birds at Roma Campus, National University of Lesotho. NUL Publishing House, Roma 1999, ISBN 999114000-X.
- A note on fossil trackways at Roma Lesotho. House 9 publications, Roma, ISBN 999116464-2.

### Als Übersetzer und Herausgeber
- Thomas Arbousset: Missionary Excursion into the Blue Mountains: Being an account of King Moshoeshoe’s Expedition from Thaba-Bosiu to the Sources of the Malibamatso River in the Year 1840. Morija Museum & Archives, Morija 1991 (mit Albert Brutsch)